# Шерстюк Наталія Петрівна
Шерстюк Наталія Петрівна (*25 червня 1962) — геоеколог, гідрохімік, доктор географічних наук, професор, завідувач кафедри наук про Землю хімічного факультету  Дніпровського національного університету імені Олеся Гончара.  Фахівець в області гідрохімії техногенних водних об’єктів.

## Біографія
Народилася 25 червня 1962 року в Дніпро.  Закінчила у 1984  з відзнакою геологічне відділення Дніпровського державного університету.  У 1984–1996 роках працювала на посадах інженера, молодшого наукового співробітника, наукового співробітника, старшого наукового співробітника у Науково-дослідному інституті геології Дніпровського державного університету.
Кандидатська дисертація «Оцінка і прогнозування впливу техногенезу на хімічний склад природних вод в районах розташування гірничо-видобувної промисловості»)» захищена у 1995 році в Київському національному університеті імені Тараса Шевченка (на географічні науки, спеціальність 11.00.07 – гідрологія суші, водні ресурси, гідрохімія).
З 1996 по 2005 рр. працювала на посаді доцента кафедри геології та гідрогеології Дніпропетровського національного університету ім. Олеся Гончара. З 2005 року - завідувач цієї ж кафедри, з 2010 року - заступник декана з навчальної роботи геолого-географічного факультету. У 2012 році – завідувач кафедри гідрометеорології та геоекології.
Докторська дисертація  «Гідрохімія водних об’єктів залізорудних басейнів (на прикладі Криворізько-Кременчуцької залізорудної зони)» захищена у 2013 році в Одеському державному екологічному університеті (на географічні науки, спеціальність 11.00.07 – гідрологія суші, водні ресурси, гідрохімія).
Від 2016 р. - декан геолого-географічного факультету  Дніпровського національного університету імені Олеся Гончара, за сумісництвом – професор кафедри гідрометеорології та геоекології.
Від 2019 р. - завідувач кафедри наук про Землю хімічного факультету Дніпровського національного університету імені Олеся Гончара.
Від 2022 р. - професор кафедри географії та методики її навчання Криворізького державного педагогічного університету.
Викладає курси: "Основи гідрохімії", "Водогосподарські розрахунки", "Мінеральні води України", "Водно-балансові дослідження".

## Наукова діяльність та праці
Виконала дослідження закономірностей формування хімічного складу води у техногенних водоймах гірничо-збагачувальних комбінатів Криворізького басейну. Розробила рекомендації з покращення гідроекологічної ситуації. Досліджує гідрометеорологічні та гідроекологічні умови на території Дніпропетровської області. Вивчає антропогенний вплив на гідрохімічний режим річки Інгулець.
Автор понад 180 наукових праць. Основні праці:
- Шерстюк Н.П., Євграшкіна Г.П. Вивчення та прогнозування гідрогеологічних процесів методами математичного моделювання: Навч. посібник. - Дніпропетровськ: Вид-во: ДНУ, 2004. - 110 с.
- Шерстюк Н. П, Хільчевський В. К. Особливості гідрохімічних процесів у техногенних і природних водних обє'ктах Кривбасу: Монографія [Архівовано 20 жовтня 2016 у Wayback Machine.] [Електронний ресурс] / — Дніпропетровськ: Акцент, 2012. — 263 с. - ISBN 978-966-2607-29-1
- Гідрометеорологічні аспекти техногенного впливу на довкілля Дніпропетровської області: Монографія  / А. С. Горб, Д.О. Довганенко,  Л.В.  Доценко,  С.М. Сердюк, Л.І. Осадча, Н.П. Шерстюк. - Дніпропетровськ : Акцент, 2014. - 230 с.
- Шерстюк Н. П. Аналіз впливу Полтавського гірничо-збагачувального комбінату на хімічний склад води та перебіг гідрохімічних процесів у водних об’єктах  // Гідрологія, гідрохімія і гідроекологія. - 2014. - Т. 4. - С. 78-86
- Шерстюк Н. П. Оцінка міграційних властивостей мікроелементів у воді річок Саксагань та Інгулець // Вісник Дніпропетровського університету. Серія : Геологія. Географія. - 2015. - Т. 23, вип. 17. - С. 144 – 151.
- Khilchevskyi, V., Kurylo, S., & Sherstyuk, N. (2018). Chemical composition of different types of natural waters in Ukraine // Journal of Geology, Geography and Geoecology, 27(1), 68-80. https://doi.org/https://doi.org/10.15421/111832
- Khilchevskyi, V., Zabokrytska, M., & Sherstyuk, N. (2018). Hydrography and hydrochemistry of the transboundary river Western Bug on the territory of Ukraine // Journal of Geology, Geography and Geoecology, 27(2), 232-243. https://doi.org/https://doi.org/10.15421/111848
- Khilchevskyi, V., Kurylo, S., Sherstyuk, N., & Zabokrytska, M. (2019). The chemical composition of precipitation in Ukraine and its potential impact on the environment and water bodies // Journal of Geology, Geography and Geoecology, 28(1), 79-86. https://doi.org/https://doi.org/10.15421/111909
- Khilchevskiy, V., Sherstyuk, N., & Zabokrytska, M. (2020). Researches of the chemical composition of surface water in Ukraine, 1920-2020 (review) // Journal of Geology, Geography and Geoecology, 29(2), 304-326. https://doi.org/https://doi.org/10.15421/112028